# Vila Conceição (São Tomé)
Vila Conceição é uma aldeia de São Tomé e Príncipe, localiza-se no Distrito de Caué, ilha de São Tomé, próxima às localidades de Novo Brasil e de São Pedro.